# Cinquemilaquarantatre
Cinquemilaquarantatre es el decimosexto álbum de la cantante italiana Mina, el quinto de estudio publicado en noviembre de 1972 por la discográfica PDU iniciada por Mina y su padre en 1967.
Este disco se publicó y vendió en cuatro diferentes colores de cubierta: verde, marrón, rojo, púrpura. Fue diseñado con tres carpetas insertadas una dentro de la otra, con los cortes y aberturas con el fin de ver la capa subyacente; la última funda se podía abrir y contenía, además del disco, un folleto con todos las letras impresas en el interior, una foto de la cantante. Las fotos y los textos fueron eliminados en la reedición en CD, que también carece del particular rompecabezas de tres capas. La edición verde se convirtió en la "oficial" para reedición en formato digital. El casete y otros formatos presentan un esquema de color adicional nunca utilizado en la edición en vinilo. Las fundas son perfectamente intercambiables entre sí. En el mismo año de la publicación del álbum en Italia también se publicó en diversos países con títulos y portadas diferentes. En España y Uruguay el álbum siguió llamándose Cinquemilaquarantatre aunque la portada española era una composición que utilizaba la imagen de la cantante en un concierto con extremos contrastes de negro y rojo y en Uruguay se utilizó la contraportada del álbum de Mina editado en 1969 Bugiardo più che mai... più incosciente che mai.... En Venezuela el álbum se llamó Parole Parole siendo la portada venezolana la misma foto que contenía la edición italiana en la funda, aunque el orden de las canciones cambia ligeramente pasando Fiume Azzurro al lugar de Parole Parole y viceversa. La edición japonesa también tiene el título de Parole Parole pero conserva el mismo orden de pistas y tiene la misma portada que la edición italiana en su versión verde y marrón.  
El título proviene del número de catálogo del disco PLD 5043 y fue lanzado cerca del final del programa de televisión Teatro 10. En una de las emisiones, Mina interpretó el tema Fiume Azzurro, incluida después en el disco, cuando estaba todavía sin publicar y en una versión con la letra ligeramente diferente a la editada en el álbum. La misma canción se incluyó posteriormente como sencillo promocional con tapa fotográfica original. La cantante española Mónica Naranjo interpretó una versión en español de Fiume Azzurro llamada Sobreviviré para su álbum tributo a Mina titulado Minage editado en el año 2000. 
Parole Parole fue el tema del programa de televisión 10 Teatro, que se emitió entre el 11 de marzo y el 13 de mayo de 1972. Durante un episodio del programa, Mina y Adriano Celentano interpretaron una parodia de la canción. La canción original es un dueto con el actor italiano Alberto Lupo y fue versionada un año más tarde al francés por Dalida y Alain Delon.
Suoneranno le sei es la versión italiana de la canción Balada para mi muerte de Astor Piazzolla. En el programa Teatro 10 Mina interpretó a dúo junto con Astor Piazzolla la versión original en español. Io ti amavo quando es una versión de la canción You've got a friend de Carole King. La letra en italiano de la canción fue escrita por Paolo Limiti y es diferente a la letra original. 
Arreglos y la realización de Pino Presti excepto Balada para mi muerte (Astor Piazzolla) y Parole Parole (Gianni Ferrio).
Ingeniero de sonido: Nuccio Rinaldis.
Compitiendo al mismo tiempo en las listas de éxitos con ella misma con el álbum Mina, que acabó en el primer puesto anual de los discos más vendidos de 1972, Cinquemilaquarantatre también obtuvo muy buenos resultados; sería el más vendido durante 8 semanas y permanecería entre las cinco posiciones más altas hasta diciembre, terminando 1972 en el quinto lugar y logrando vender 700 000 copias.

## Lista de canciones
| N.º | Título                                                                       | Duración |  |
| 1.  | «Fiume azzurro»                                                              | 4:01     |  |
| 2.  | «Vorrei averti nonostante tutto»                                             | 4:38     |  |
| 3.  | «Io ti amavo quando (You've got a friend)»                                   | 4:22     |  |
| 4.  | «È proprio così, son io che canto (Hey, mister that's me upon the Juke Box)» | 3:37     |  |
| 5.  | «Suoneranno le sei (Balada para mi muerte)»                                  | 3:58     |  |
| 6.  | «Le mani sui fianchi»                                                        | 2:57     |  |
| 7.  | «La mia carrozza»                                                            | 3:57     |  |
| 8.  | «Cosa penso io di te»                                                        | 4:16     |  |
| 9.  | «Delta lady»                                                                 | 2:28     |  |
| 10. | «È mia (Menina)»                                                             | 3:49     |  |
| 11. | «Parole parole (con Alberto Lupo)»                                           | 3:56     |  |